# Tour de Yorkshire
O Tour de Yorkshire é uma competição de ciclismo por etapas que se disputa no mês de maio. A primeira edição celebrou-se entre os dias 1 e 3 de maio de 2015 no condado de Yorkshire, Inglaterra, Reino Unido. É organizada pela Amaury Sport Organisation (organizador de Tour de France), a agência oficial de turismo de Yorkshire Welcome to Yorkshire e a British Cycling Federation. A sua primeira edição foi inscrita dentro da categoria 2.1 como parte do UCI Europe Tour, na que se manteve até aumentar a 2.hc em 2019.
A ideia da corrida surgiu depois do sucesso da visita  do Tour de France de 2014, quando dois das primeiras etapas percorreram o condado, Leeds a Harrogate e York a Sheffield, foram apelidados Le Tour de Yorkshire.

## Palmarés
| Ano  | Vencedor             | Segundo           | Terceiro        |           |
| ---- | -------------------- | ----------------- | --------------- | --------- |
| 2015 | Lars Petter Nordhaug | Samuel Sánchez    | Thomas Voeckler |           |
| 2016 | Thomas Voeckler      | Nicolas Roche     | Anthony Turgis  |           |
| 2017 | Serge Pauwels        | Omar Fraile       | Jonathan Hivert |           |
| 2018 | Greg Van Avermaet    | Eduard Prades     | Serge Pauwels   |           |
| 2019 | Christopher Lawless  | Greg Van Avermaet | Edward Dunbar   |           |
| 2020 | cancelado            | cancelado         | cancelado       | cancelado |
| 2021 | cancelado            | cancelado         | cancelado       | cancelado |

## Palmarés por países
| País        | Vitórias |
| ----------- | -------- |
| Bélgica     | 2        |
| Noruega     | 1        |
| França      | 1        |
| Reino Unido | 1        |